# Ginástica rítmica nos Jogos Europeus de 2015 - Grupo geral
A competição do grupo geral foi um dos eventos da ginástica rítmica nos Jogos Europeus de 2015, em Baku, no Azerbaijão. Foi disputada na Arena Nacional de Ginástica no dia 17 de junho.

## Calendário
Horário de verão do Azerbaijão (UTC+5).
| Data        | Horário | Fase            |
| ----------- | ------- | --------------- |
| 17 de junho | 10:00   | Rotação final 1 |
| 17 de junho | 12:15   | Rotação fina 2  |

## Medalhistas
|  | RUS Rússia                                                                                               |  | ISR Israel                                                               |  | BLR Bielorrússia                                                                                               |
|  | Diana Borisova Daria Kleshcheva Anastasia Maksimova Anastasiia Tatareva Maria Tolkacheva Sofya Skomorokh |  | Yuval Filo Alona Koshevatskiy Ekaterina Levina Karina Lykhvar Ida Mayrin |  | Ksenya Cheldishkina Hanna Dudzenkova Maria Kadobina Aliaksandra Narkevich Valeriya Pischelina Arina Tsitsilina |

## Resultado final
O resultado final foi o seguinte. 
| Posição           | Ginasta | Nacionalidade    | 5           | 3 + 2       | Total  |
| ----------------- | --- | ---------------- | ----------- | ----------- | ------ |
| Medalha de ouro   | Diana Borisova Daria Kleshcheva Anastasia Maksimova Anastasiia Tatareva Maria Tolkacheva Sofya Skomorokh       | RUS Rússia       | 18.000 (1)  | 17.300 (4)  | 35.300 |
| Medalha de prata  | Yuval Filo Alona Koshevatskiy Ekaterina Levina Karina Lykhvar Ida Mayrin                                       | ISR Israel       | 17.350 (2)  | 17.700 (2)  | 35.050 |
| Medalha de bronze | Ksenya Cheldishkina Hanna Dudzenkova Maria Kadobina Aliaksandra Narkevich Valeriya Pischelina Arina Tsitsilina | BLR Bielorrússia | 16.950 (7)  | 17.900 (1)  | 34.850 |
| 4                 | Sandra Aguilar Artemi Gavezou Elena López Lourdes Mohedano Alejandra Quereda Lidia Redondo                     | ESP Espanha      | 17.350 (2)  | 16.900 (7)  | 34.250 |
| 5                 | Reneta Kamberova Mihaela Maevska-Velichkova Tsvetelina Naydenova Tsvetelina Stoyanova Hristiana Todorova       | BUL Bulgária     | 16.650 (9)  | 17.500 (3)  | 34.150 |
| 6                 | Olena Dmytrash Yevgeniya Gomon Oleksandra Gridasova Valeriia Gudym Anastasiya Voznyak                          | UKR Ucrânia      | 17.050 (4)  | 17.100 (5)  | 34.150 |
| 7                 | Martina Centofanti Sofia Lodi Alessia Maurelli Camilla Patriarca Marta Pagnini Andreea Stefanescu              | ITA Itália       | 17.000 (5)  | 17.000 (6)  | 34.000 |
| 8                 | Natalie Hermann Anastasija Khmelnytska Daniela Potapova Dara Sajfutdinova Sina Tkaltschewitsch Rana Tokmak     | GER Alemanha     | 16.950 (6)  | 16.100 (9)  | 33.050 |
| 9                 | Sabina Abbasova Diana Doman Aynur Mustafayeva Aleksandra Platonova Siyana Vasileva                             | AZE Azerbaijão   | 16.700 (8)  | 15.450 (11) | 32.150 |
| 10                | Samantha Ay Noémie Balthazard Elena Chabert Océane Charoy Léa Peinoit                                          | FRA França       | 16.300 (10) | 14.950 (13) | 31.250 |
| 11                | Sonja Kokkonen Heleri Kolkkanen Elina Koprinen Iina Linna Aino Purje Kati Rantsi                               | FIN Finlândia    | 14.900 (13) | 16.350 (8)  | 31.250 |
| 12                | Eleni Doika Zoi Kontogianni Michaela Metallidou Stavroula Samara Erato Theopistou                              | GRE Grécia       | 15.150 (12) | 15.700 (10) | 30.850 |
| 13                | Gina Dünser Stephanie Kälin Julia Novak Tamara Stanisic Nicole Turuani                                         | SUI Suíça        | 15.500 (11) | 14.950 (12) | 30.450 |